# Valea Mărului (gmina)
Valea Mărului – gmina w Rumunii, w okręgu Gałacz. Obejmuje miejscowości Mândrești i Valea Mărului. W 2011 roku liczyła 3894 mieszkańców. 